# Hilly Kristal
Hilly Kristal (Hillel Kristal; 23 de septiembre de 1931 – 28 de agosto de 2007) fue un músico y empresario estadounidense, reconocido principalmente por haber sido el dueño del mítico club neoyorquino CBGB, que abrió en 1973 y cerró en 2006 tras una disputa por la renta.
Inicialmente llamado "Hilly's on the Bowery", el club nocturno CBGB inicialmente se ideó para albergar artistas de los géneros country, blue grass y blues. Sin embargo, debido al auge de la primigenia música punk, el sitio se convirtió en el punto de partida de bandas del género como The Ramones, Blondie, Patti Smith, Talking Heads, Kevin Johansen -quien lo menciona como su mentor y le dedicó la canción "New York Without You"- y The Dead Boys, entre muchas otras. Kristal falleció el 28 de agosto de 2007 debido a complicaciones de cáncer de pulmón. Su vida y obra fue llevada al cine en la película de 2013 CBGB, dirigida y escrita por Randall Miller.